# اسمبلج (مجله)
اسمبلج یک مجله در حوزه تئوری معماری بود که در سال‌های ۱۹۸۶ تا ۲۰۰۰ توسط انتشارات ام‌آی‌تی منتشر می‌شد. چهل و یک شماره در مجموع منتشر شد و متن کامل آن در جی‌استور قابل مشاهده است.

## تاریخچه
کی مایکل هیز و آلیشیا کندی سردبیران اصلی تمام ۴۱ شماره بودند. مشاوران اصلی سردبیر مری مک لئود، مارک راکتانسکی و الن شاپیرو و دیگر اعضای تحریریه کاترین اینگراهام، استن الن، سارا وایتینگ، مارک پزنیک و مونیکا پونسه د لئون بودند.

## همکاران
هیئت مشاوران و هیئت تحریریه شامل بسیاری از نظریه پردازان و نویسندگان معماری از جمله استنفورد اندرسون (جلد ۱–۱۴)، فرانسواز شوئه (شماره‌های ۱–۵)، ماریو گندلسوناس (تمام شماره‌ها)، جورج سیلوتی (تمام شماره‌ها)، ورنر اوچسلین (شماره‌های ۱–۱۶)، بئاتریس کلومینا (شماره‌های ۱۴–۴۱)، مارک راکتانسکی (شماره‌های ۱۴–۳۳)، مارک ویگلی (شماره‌های ۱۴–۴۱)، سنفورد کوینتر (شماره‌های ۱۶–۴۱)، رابرت مک انالتی (شماره های۱۷–۴۱)، جنیفر بلومر (شماره های۱۷–۴۱)، و لاورن کویود (شماره‌های ۳۳–۴۱) بود.